# Jan Bogumił Plersch
Jan Bogumił Plersch (ur. w 1732 roku – zm. 23 sierpnia 1817 roku) – polski malarz i dekorator wnętrz pochodzenia niemieckiego, nadworny malarz Stanisława Augusta Poniatowskiego. Był synem Jana Jerzego, rzeźbiarza królewskiego, oraz jego żony Marianny Magdaleny, córki Józefa (II) Fontany.

## Dzieła
- projekt dekoracji ściennych Zamku Ujazdowskiego (1765.)
- dekoracja plafonów i ścian na Zamku Królewskim w Warszawie (1765, 1771, 1777, 1784).
- dekoracja wnętrz w Pałacu Łazienkowskim, Białym Domku, Pomarańczarni (1775–1795).
- malowidła ścienne w pałacu w Jordanowicach (1782)
- sceny batalistyczne namalowane w czasie insurekcji kościuszkowskiej
- polichromie w pałacu w Rybienku koło Wyszkowa
- dekoracje teatralne dla teatru królewskiego i Teatru Narodowego (1806–1809).